# Vegetação de altitude

## Características gerais
O termo vegetação de altitude é utilizado para se referir a vegetação que ocorre em altitudes elevadas, como regiões montanhosas. Ela é composta predominantemente de gramíneas e arbustos, mas ao mesmo tempo é muito diversificada. Isso acontece, pois esse tipo de vegetação ocorre em regiões com ampla distribuição geográfica que apresentam condições climáticas e características do solo próprias de cada local. Em virtude da altitude elevada, essa vegetação é adaptada a baixas temperaturas e à maior exposição aos raios ultravioleta, sendo muito sensível às alterações climáticas.

## A teoria de formação de biomas e a vegetação de altitude

### Biomas
A definição de bioma passou por diversas modificações e é tópico de discussão até os dias de hoje. Esse conceito é muito relevante principalmente para áreas de estudo da ecologia de comunidades e ecossistemas, sendo uma importante ferramenta nessas áreas. O consenso atual é de que essa definição é fitocêntrica, ou seja, gira em torno do tipo de vegetação. Isso porque a vida vegetal afeta não apenas níveis tróficos superiores (herbívoros e predadores), como também os inferiores (decompositores).
Além de fitocêntrico, o conceito de bioma é definido em grande escala, existindo diversas subunidades de distribuição de espécies dentro de um bioma (tais como ecossistema, população, comunidade, entre outros).
Assim, podemos definir biomas como grandes padrões de distribuição de espécies vegetais, definidos segundos suas formas vegetais dominantes.

#### Formação de biomas
A distribuição e abundância de espécies são definidas por fatores abióticos, principalmente a água, luz e temperatura do ambiente. Esses fatores são limitantes para as espécies no sentido de que cada uma possui uma quantidade mínima, ótima e máxima de cada fator, que corresponde à capacidade de sobreviver no ambiente. Assim, o tipo de espécie vegetal dominante é controlada e limitada por esses fatores e, por consequência, a formação de um bioma também.
É por esse motivo que biomas muito parecidos podem ocorrer em locais muito distantes geograficamente, desde que eles possuam um ambiente físico (fatores abióticos) semelhantes.

##### Formação da vegetação de altitude
Os fatores abióticos que caracterizam o ambiente físico montanhesco são, de modo geral, temperaturas mais baixas, radiação solar mais alta, ventos constantes, umidade maior e pluviosidade alta. A intensidade desses fatores varia de acordo com a altitude, criando ecossistemas diferentes em biomas diferentes.

## Biodiversidade
A Vegetação de Altitude é um conjunto de biomas caracterizado por uma grande biodiversidade e alta ocorrência de endemismos devido à grande distribuição geográfica e diversidade de ecossistemas.

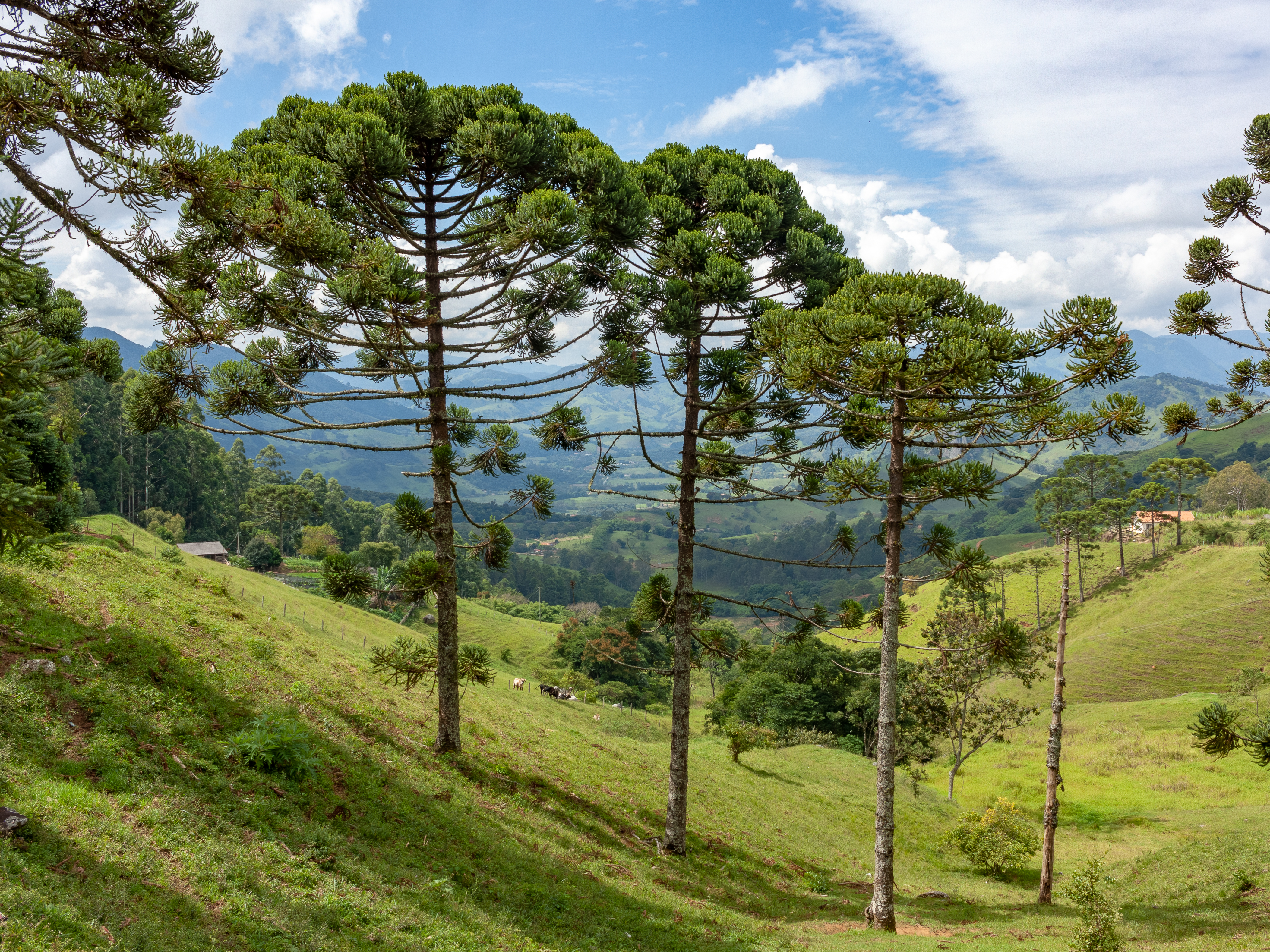
Araucaria angustifolia, pampas sulistas (PR)

A presença marcante de áreas rochosas expostas que são alternadas com depressões contendo solos rasos resulta em fragmentos com vegetação variada. Esta é composta de espécies lenhosas arbustivas, herbáceas e principalmente gramíneas, além de briófitas e líquens que são colonizadores característicos de superfícies rochosas e troncos de outras plantas. De modo geral, as plantas que ocorrem nestes sistemas possuem raízes adaptadas aos solos rasos, crescendo horizontalmente e sem penetrar profundamente no solo. Alguns arbustos de maior porte podem apresentar raízes capazes de circundar rochas para uma melhor sustentação, como é o caso de Thaumatophyllum adamantinum. Alternam ainda com os campos manchas florestais onde ocorrem espécies arbóreas, estas podendo ser de grande porte como é o caso das Araucárias altamente presentes na região Sul do país.

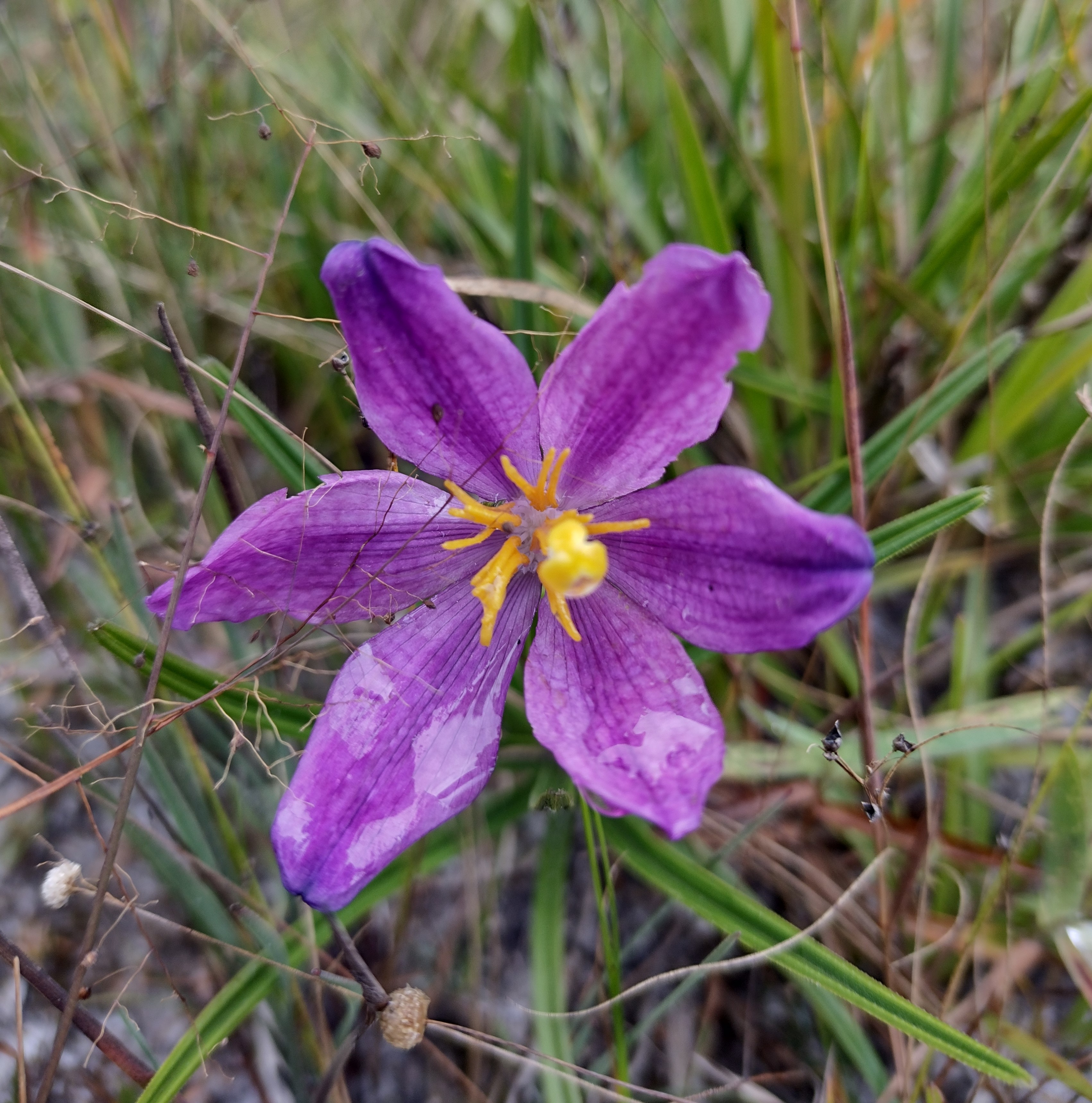
Vellozia squamata (Canela-de-ema)

Existe uma grande diversidade de animais que povoam as regiões de altitude, visto que os tipos de fauna que podem ser encontrados dependem estruturalmente da vegetação em questão. São encontradas em maior abundância espécies de pequenos mamíferos terrestres, serpentes, lagartos e aves. Deve ser destacado que, além de uma grande variedade de insetos, existem também várias relações endêmicas de polinização devido ao mosaicismo das vegetações, isto é, plantas que dependem de polinizadores que existem somente em sua própria região de ocorrência. 

## Tipos de vegetação de altitude do Brasil
Há diferentes denominações para o tipo de vegetação que predomina em ambientes de altitude no Brasil, que levam principalmente em consideração o tipo de Solo em que as plantas crescem e as condições atmosféricas.

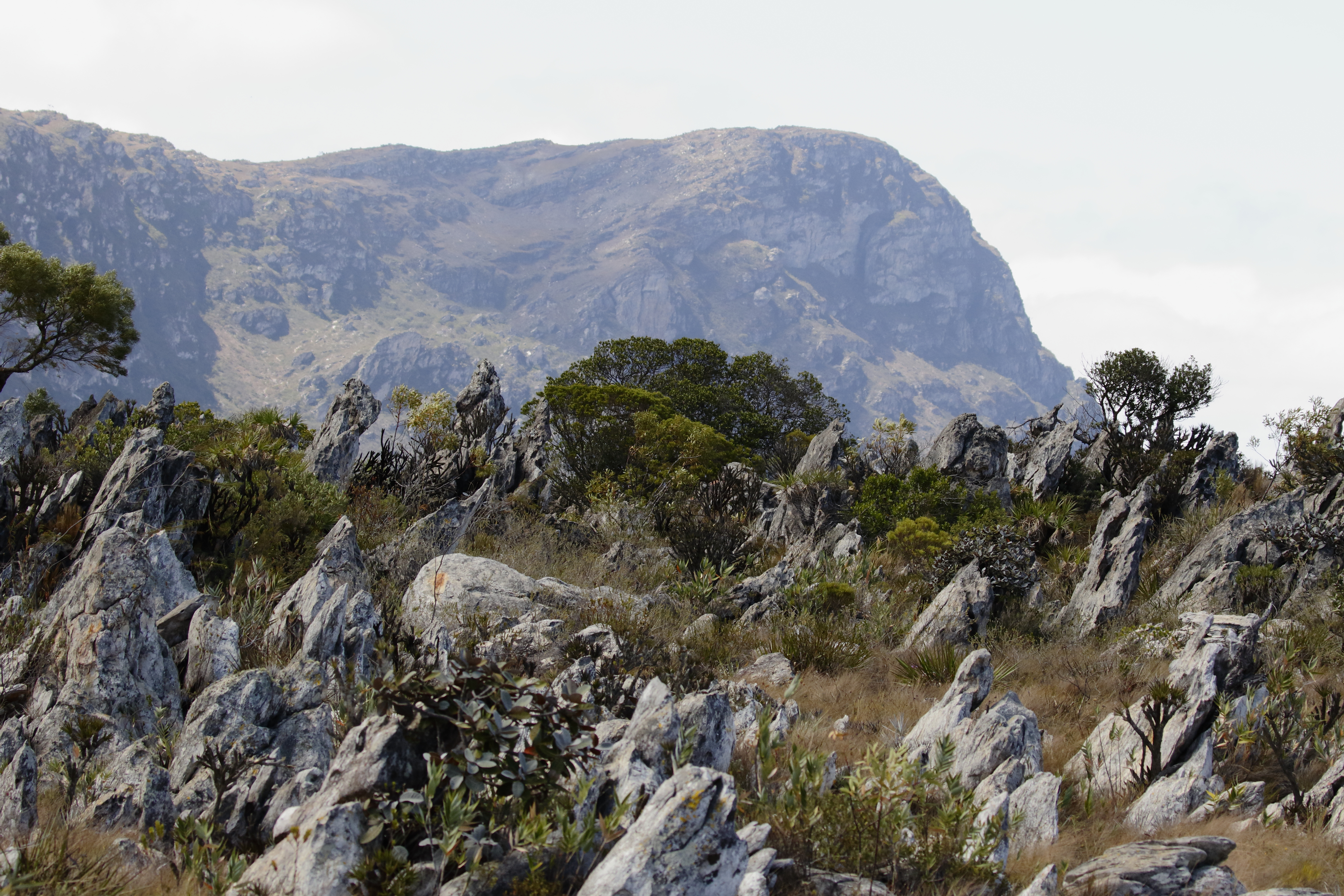
Campo Rupestre presente na Serra do Cipó - Complexo do Espinhaço (MG)

Campos Rupestres são vegetações que ocorrem acima de 900 metros de altitude, sob formações rochosas muito antigas, advindas de afloramento de quartzito, arenito e minério de ferro. São bons exemplos as vegetações presentes na Cadeia do Espinhaço (MG/BA), Chapada dos Veadeiros e Serra dos Pirineus (GO), Serra da Canastra, Serra do Lenheiro, Serra de São José (MG). As duas últimas são pertencentes à Serra da Mantiqueira, mas com geologia e afinidades florísticas mais relacionadas aos campos rupestres da Cadeia do Espinhaço.  Os campos rupestres da Cadeia do Espinhaço estão situados em áreas de transição entre o Cerrado, a Caatinga e a Mata Atlântica . Em geral, ocorrem em mosaicos, não ocupando trechos contínuos, em áreas de transição entre esses biomas.

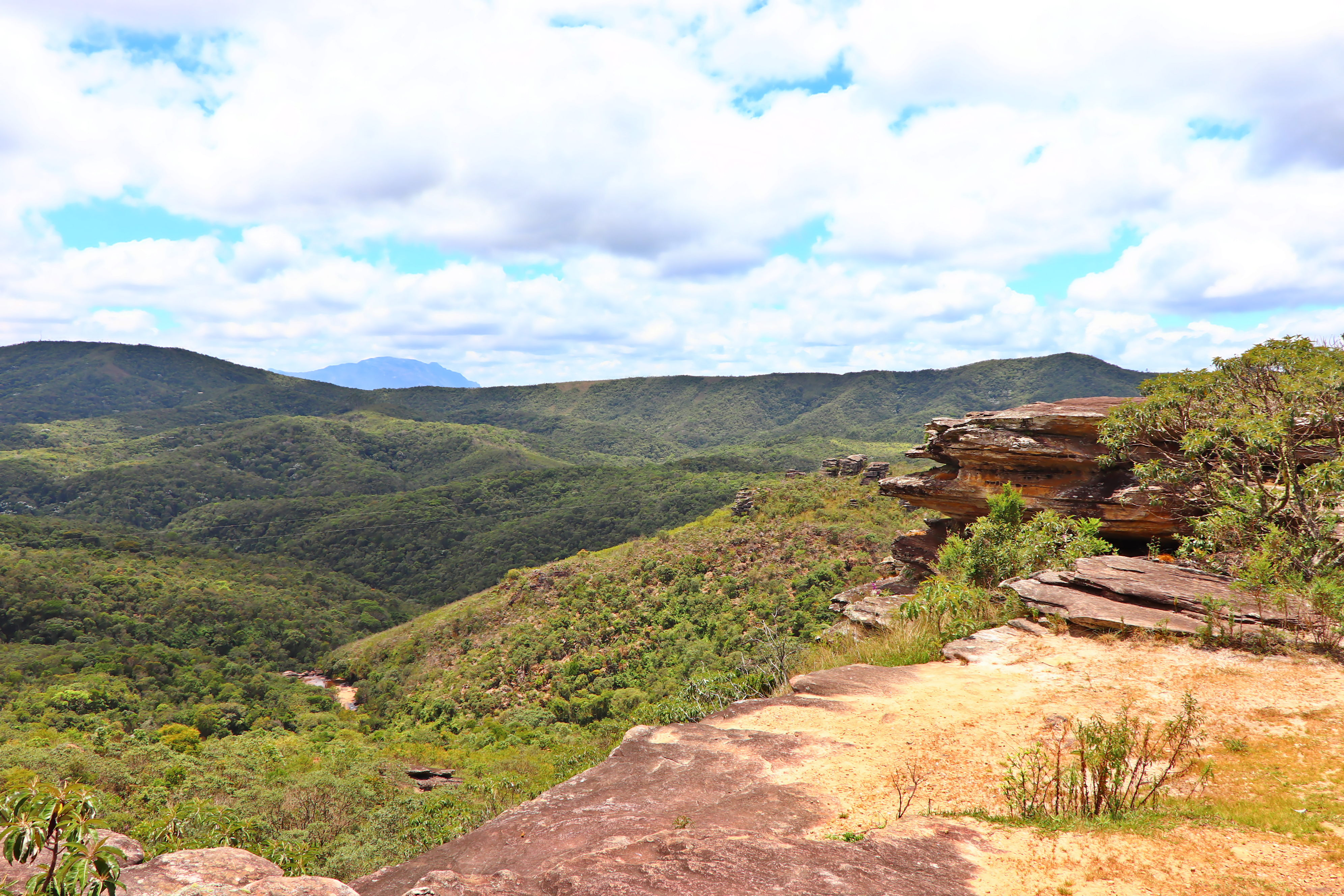
Parque Natural Municipal Cachoeira das Andorinhas, em Ouro Preto, Minas Gerais, um ambiente de altitude com vegetação de Canga

Campo de Canga é encontrado em diversas regiões do Brasil, de Minas Gerais até o Pará.  Não obrigatoriamente sendo um tipo de vegetação de altitude. O que define esse tipo de vegetação é o tipo de solo sob o que surge, um extrato muito ferruginoso. No Quadrilátero Ferrífero, o tipo de vegetação que se desenvolveram sobre a Canga é delicadamente diferente dos outros tipos de vegetação do campo rupestre. O solo ferruginoso, raso, com baixa capacidade de retenção e de água, ácidos, com baixa disponibilidade de macronutrientes essenciais como N, P e K, traz às vegetações uma predominância de arbustos, subarbustos e herbáceas e, por vezes, observa-se nanismo nas espécies arbóreas. As cangas servem de canal de recarga de aquíferos, uma vez que permitem a passagem da água por seus poros, fendas e todo seu terreno acidentado que funcionam como coletores da água da chuva das regiões montanhosas. 

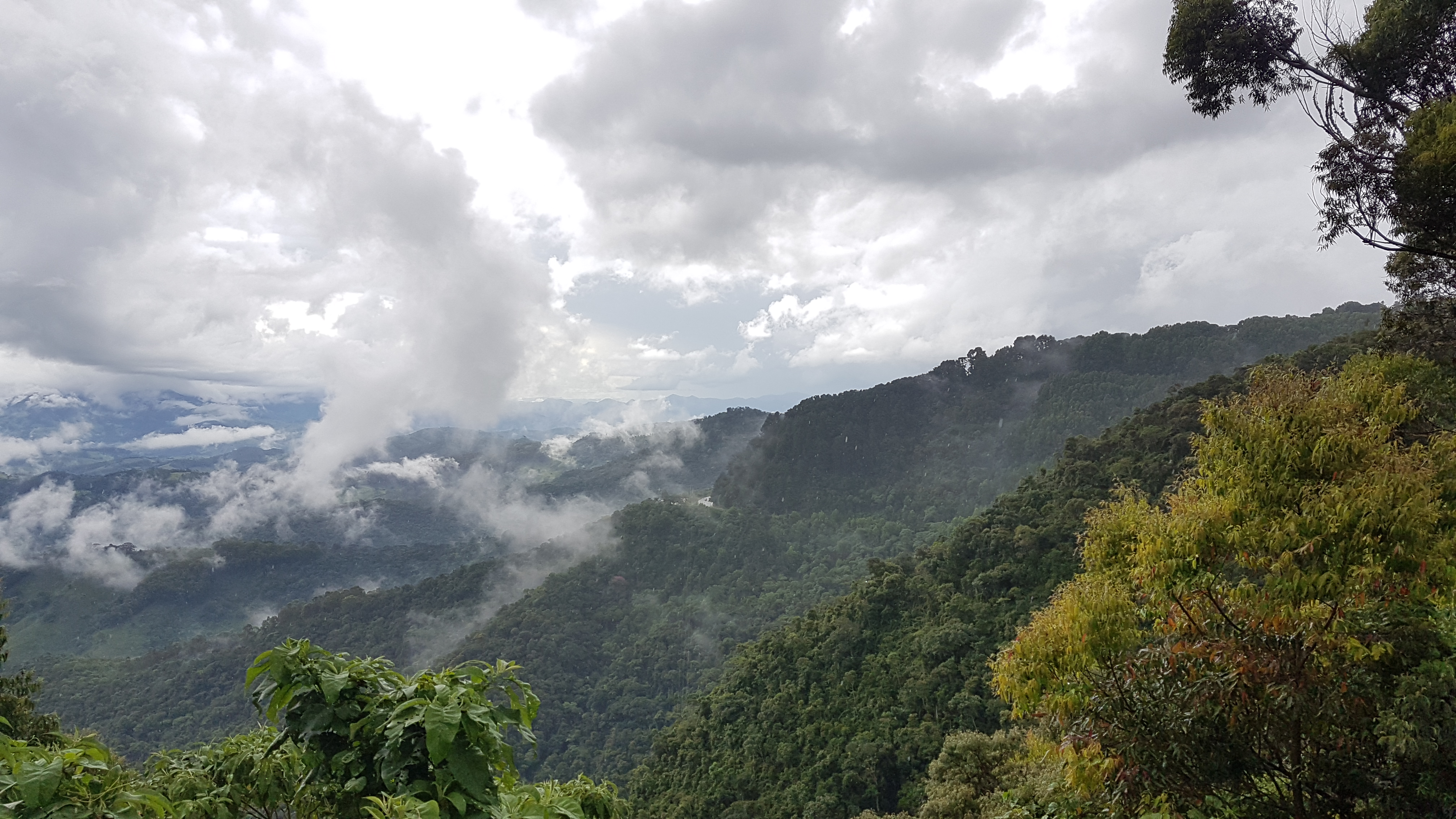
Serra da Mantiqueira a partir do Parque Amantikir, Campos do Jordão (SP)

Campos de Altitude são típicos dos pontos mais elevados de montanhas que se soergueram principalmente durante o Terciário (Serras do Mar e da Mantiqueira), estando geralmente situados acima de 1.500 metros de altitude e associados a rochas ígneas ou metamórficas, como granito e gnaisse. Garcia & Pirani 2003 sugeriram que a altitude não seria determinante para a ocorrência desse tipo de vegetação, mas uma combinação de fatores, tais como condições topográficas, proximidade do oceano e circulação atmosférica. Os campos de altitude das Serras do Mar e da Mantiqueira encontram-se totalmente inseridos na região da Mata Atlântica .
Apesar de os campos rupestres e os de altitude apresentarem paisagens, até certo ponto, semelhantes, além de compartilharem gêneros e espécies de plantas, os dois tipos de vegetação mostram diferenças com relação às afinidades biogeográficas de suas floras, o que está muito relacionado com o tipo de solo em que ocorrem. Um outro tipo de vegetação de altitude da América do Sul são os Páramos Andinos. Um tipo de vegetação com várias analogias aos campos rupestres brasileiros, que se desenvolveram sobre solo de rocha vulcânica dos Andes.

## Geografia

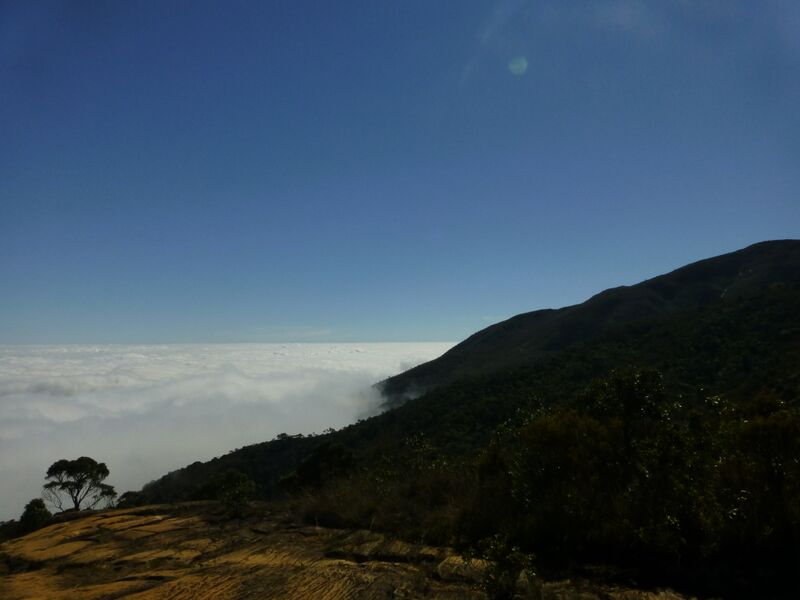
Vegetação de altitude na Serra do Caparaó. Zona de transição entre a Mata Atlântica e a vegetação arbustiva e rasteira da montanha.

Áreas de vegetação de altitude compreendem ecossistemas de características singulares que apresentam ocorrência nas cumeeiras das principais cadeias montanhosas do Brasil, como o Caparaó, o Espinhaço, e a Mantiqueira. No geral, está presente nas regiões de Zona Temperada. Também está presente na América do Sul no Peru, Bolívia, Equador, Chile e Argentina, e no continente europeu, principalmente na Alemanha.        
Os solos das áreas que apresentam vegetação de altitude são, de forma geral, rasos, arenosos, pobres em nutrientes e ricos em ferro e alumínio trocáveis.                                   

## Degradação antrópica e conservação da vegetação de altitude
Como todo ambiente natural, a vegetação de altitude também está ameaçada pela degradação antrópica. No Brasil, para cada uma das denominações desses ambientes é possível relacionar ações que prejudicam diretamente a sua existência. A começar pelas cangas, esse tipo de ecossistema apresenta um solo altamente ferruginoso, o que o coloca na mira da mineração. Ao analisar o estado de conservação das cangas no quadrilátero ferrífero (MG) durante o seu Mestrado, o Biólogo Flávio Fonseca do Carmo identificou “a mineração como a principal causa da perda irreversível de 40% (7.342 ha) das áreas de cangas ocorridas em um período de 40 anos".  A degradação das cangas afeta diretamente a manutenção dos recursos hídricos da região em que ela se encontra, sendo esse apenas um dos motivos para priorizar a conservação desse ambiente. 
Nesse mesmo sentido, os campos de altitude também sofrem com a interferência antrópica, mas para tal ambiente é importante citar o impacto da agricultura. Devido suas características geográficas, os campos de altitude são visados na hora do cultivo de espécies que necessitam de um clima ameno, como o cultivo de café (presente na Serra da Mantiqueira). Por se tratar de uma monocultura, a produção cafeeira está diretamente relacionada com o desmatamento e perda de biodiversidade faunística e florística dessas regiões. 
Por fim, os campos rupestres também são alvos de degradação ambiental, e cabe destacar aqui o impacto dos incêndios florestais para esse ambiente. Os campos rupestres apresentam uma flora com muitas adaptações ao fogo. Porém, a junção dos elementos: estação seca tardia, condições climáticas extremas, abundância de carga de combustível e fontes de ignição pelas atividades antrópicas, geram incêndios mais intensos e tendem a queimar áreas maiores que irá prejudicar o ecossistema ao invés de contribuir para o seu desenvolvimento.  
De forma geral, todos os problemas ambientais citados acima se perpetuam nos ecossistemas com a presença de vegetação de altitude. Além disso, é importante enfatizar a alta sensibilidade que esses ambientes possuem diante a mudanças climáticas devido a alta incidência de radiação em que eles já são naturalmente expostos. Essa grande sensibilidade deve de fato ser considerada para a urgente conservação desses ambientes. Entretanto, uma das características que mais impulsiona estudiosos da vegetação de altitude na luta em prol da sua conservação é a alta taxa de endemismo presente nesses ambientes. Nos campos rupestres, por exemplo, estima-se que apesar de ocupar uma área correspondente a menos de 1% do território brasileiro, o número de espécies desse ecossistema corresponde a cerca de 15% das espécies nativas do país.
Recentemente, existe um grande movimento para promover os ecossistemas da vegetação de altitude a biomas. Isso porque, na literatura, a definição de um bioma é fitocêntrica, ou seja, considera as características da vegetação existente. Dessa forma, tanto os campos rupestre, quanto as cangas e os campos de atitude se encaixam nesses critérios, que são suportados pela vasta quantidade de espécies endêmicas que habitam em cada um deles. 
Além disso, uma vez promovidos a biomas é necessário a criação de políticas públicas específicas para preservação desses ambientes. Atualmente, esses ecossistemas são sutilmente protegidos pela Lei da Mata Atlântica, uma vez que delimitação legal da vegetação de altitude ainda são pouco exploradas pelas leis federais, ficando a mercê de proteções estaduais e municipais. Cabe também dizer que não é apenas dentro do bioma da Mata Atlântica que encontramos a vegetação de altitude, essa também aparece no Cerrado e na Caatinga brasileira, o que mostra, mais uma vez, a vulnerabilidade da legislação para ser aplicada nesses ambientes.
Por isso, para fins de conservação, é necessário maior visibilidade e divulgação a ambientes com vegetação de altitude. A título de curiosidade, um estudo recente liderado pelo professor Fernando Silveira (UFMG), traz um novo conceito: BAD - Biome Awareness Disparity, que avalia como é a percepção dos biomas mundiais. Os autores perceberam que alguns biomas sofrem com uma falta de interesse e conhecimento apenas por não terem uma configuração de floresta e, por isso, muitas vezes ficam em segundo plano nas políticas de restauração. 
Assim, tendo em vista todas as informações apresentadas neste verbete e considerando que esta é Década da Restauração de acordo com a ONU, é mais que claro a urgência em proteger os ambientes com vegetação de altitude. Para isso, o conhecimento e sua divulgação é o primeiro passo. 